# 2083
2083 — 2083 рік нашої ери, 83 рік 3 тисячоліття, 83 рік XXI століття, 3 рік 9-го десятиліття XXI століття, 4 рік 2080-х років.

## Очікувані події
- 7 січня 2083 року відбудеться часткове сонячне затемнення, яке буде видно в південній Антарктиці.